# Kizugawa
Kizugawa (Japans: 木津川市, Kizugawa-shi) is een stad in de prefectuur Kyoto, Japan. Begin 2014 telde de stad 71.630 inwoners.

## Geschiedenis
Op 12 maart 2007 werd Kizugawa benoemd tot stad (shi). De stad ontstond die dag door het samenvoegen van de gemeenten Kizu (木津町), Yamashiro (山城町) en Kamo (加茂町).

## Partnersteden
- Kyotango, Japan sinds 2008

Steden:
Ayabe · Fukuchiyama · Joyo · Kameoka · Kizugawa · Kyotanabe · Kyotango · Kyoto (hoofdstad) · Maizuru  · Miyazu · Muko · Nagaokakyo · Nantan · Uji · Yawata

Districten:
Funai · Kuse · Otokuni · Souraku · Tsuzuki · Yosa
Gemeenten per district